# فوندايك
فوندايك هو اختصار باللغة الإسبانية لـ مؤسسة تطبيق وتعليم العلوم، هي منظمة غير ربحية وغير حكومية تُركّز على التدريب والتنمية في المناطق الريفية من كولومبيا ودول أخرى في أمريكا اللاتينية. تأسست المنظمة عام 1974 في كولومبيا على يد مجموعة من العلماء والمهنيين بقيادة فرزام أرباب، وهو فيزيائي بارز وصل إلى البلاد أستاذًا زائرًا في جامعة فالي عام 1970.
تضم المنظمة برنامجين رئيسيين: نظام التعلم التوجيهي (SAT)، وهو نظام تعليمي للمرحلة الثانوية يُستخدم من قبل أكثر من 25,000 طالب في مختلف أنحاء القارة الأمريكية، والمركز الجامعي للرفاه الريفي (CUBR). ويهدف المنهاج إلى تنمية قدرات الطلاب في خمسة مجالات رئيسية: الرياضيات، العلوم، اللغة والتواصل، التكنولوجيا، والخدمة المجتمعية.
وحتى عام 2017، كانت مديرة برامج فوندايك هي بيتا كوريا.

## نظرة عامة
تأسست فوندايكفي عام 1974 على يد مجموعة من الأساتذة في جامعة فالي. ووفقًا لغوستافو كوريا، مدير المؤسسة عام 2002، فقد استُلهم تأسيسها في الأصل من اقتباس لـبهاء الله يقول فيه: "ينظر بهاء الله إلى الإنسان على أنه منجم غني بالأحجار الكريمة التي لا تُقدَّر بثمن، ويقول إن التعليم وحده يمكنه أن يكشف عن كنوزه ويُمكّن البشرية من الاستفادة منها".
ومن المبادئ التي قامت عليها المؤسسة:
- رفض النظر إلى الناس بوصفهم مجرد جموع تعاني من سوء التغذية ومثقلة بالمشاكل والحاجات كالسكن والعمل والصرف الصحي والتعليم، بل اعتبار المشاركين في برامج المؤسسة موارد لا يمكن الاستغناء عنها في عملية تغيير ذاتي مستدام.
- الإيمان الراسخ بأن كل إنسان يمتلك قدرات عظيمة يمكن للعملية التعليمية المناسبة أن تنمّيها وتوجّهها نحو خدمة المجتمع والإنسانية عامةً.
- تحليل مشكلات الفقر والتفكك الاجتماعي مع مراعاة الاتجاهات التي تُختزل فيها قيمة الإنسان إلى كونه مادة تُستغل إما من قبل سوق جائر أو دولة مؤلهة، أو إلى مستهلك نَهِم للسلع، أو مشارك لا يكلّ في صراعات السلطة.
- القبول بالطبيعتين المترابطتين للإنسان: الحاجة المادية للبقاء، والواقع الروحي الذي ينطوي على قدرات غير محدودة كالمحبة والعدالة والكرم.
- الابتعاد عن الهوس غير المتوازن بالتصنيع، الذي لا يمكن تحقيقه ولا يُرغب فيه بالنسبة لمعظم البشرية؛ وكذلك تجنب النظرة الرومانسية للمجتمعات الريفية التقليدية، والسعي بدلًا من ذلك نحو بناء مجتمع حديث علميًا وتقنيًا، يقوم على الهياكل التعليمية والاقتصادية والسياسية والثقافية التي تعترف بالطبيعة الشاملة للإنسان، لا باحتياجاته المادية فحسب.
- الرؤية بأن الجامعة الريفية ستكون فضاءً اجتماعيًا تتفاعل فيه منظومتان معرفيتان: إحداهما حديثة بكل تعقيداتها، والأخرى تقليدية تنتمي لشعوب المنطقة، وذلك لإنتاج عمليات تنموية جوهرية من داخل المجتمع الريفي نفسه.
- إدراك أن على الجامعة الريفية أن تسعى لتحقيق أهدافها بفهم أن كل أنشطة الحياة الريفية — من الإنتاج والبناء والإصلاح والتسويق وتطوير الموارد البشرية والتنشئة الاجتماعية وتدفق المعلومات وتكييف وتحسين التقنيات والرعاية الصحية واتخاذ القرار — تحتاج إلى هياكل تربطها بالبنى السياسية والاجتماعية والاقتصادية والثقافية لمجتمع عالمي آخذ في التطور.

وقد أُسست فوندايك كمنظمة تنمية خاصة مقرها في كالي، وطوّرت عددًا من المشاريع التنموية التي تتمحور حول هدف رئيسي هو أن لا تقتصر استفادة السكان الريفيين على الحصول على التعليم العالي، بل أن يشاركوا أيضًا بفعالية في إنتاج المعرفة والتكنولوجيا لتحسين نوعية حياتهم ومستوى معيشتهم. وسعت فوندايك إلى كسر الصورة النمطية عن الفلاح الفقير الذي ينبغي أن تُدار حياته من قِبل فئات أكثر امتيازًا في المجتمع.

## المشاريع
بدأت مشاريع فوندايك بإطلاق المركز الجامعي للرفاه الريفي عام 1980، ليكون بمثابة قاعدة معرفية لتطوير البرامج والمشاريع ومراجعتها. وفي عام 1987، أُسس نظام التعلم التوجيهي، وقد استُخدم هذا النظام بحلول عام 1996 في 13 من أصل 32 إدارة في كولومبيا.
وقد نُسب إلى نظام التعلم التوجيهي بعد تطبيقه على نطاق واسع، تحقيق عدة نتائج إيجابية منها:
- الحد من وتيرة التحضر
- تعزيز السلوكيات الديمقراطية وجوانب من المساواة بين الجنسين
- تفعيل الأنشطة اللاصفّية في المجتمعات
- إيقاف حركة الهجرة من الريف
- ترسيخ التعاون بين القطاعين العام والخاص

ونظرًا لنجاحه، طُلب من المؤسسة تكرار النظام بطلب من الحكومة، كما قامت حكومة هندوراس في عام 1996 بتقييمه تمهيدًا لاعتماده هناك.
ويتميز المنهاج التعليمي لنظام التعلم التوجيهي بأنه مصمم خصيصًا لطلاب المناطق الريفية، ويُقدّم من خلال سلسلة من الكراسات التفاعلية بإشراف مرشدين مؤهلين ينتمون هم أنفسهم إلى تلك المناطق. كما يُقدَّم المنهاج وفق جدول زمني مرن يتناسب مع احتياجات الطلاب. ويركّز النظام على تنمية المهارات المطلوبة للحياة في الأرياف، بدلًا من العلوم النظرية المجردة، وقد طُوّر المنهج بالكامل من الصفر بما يتناسب مع سكان المناطق الريفية.
وتتضمن إحدى طرق الحصول على وظيفة كمرشد (Tutor) في البرنامج التخرج من كراسات النظام ثم بدء تقديم دروس مسجلة رسميًا لدى الحكومة. وبما أن تركيز البرنامج يبقى ضمن المجتمع المحلي، فإنه يُسهم في تعزيز قوته وتماسكه.
وقد نال نظام التعلم التوجيهي جائزة "غيّر العالم – أفضل الممارسات" من نادي بودابست، واعتُبر حسب تعبير إرنست أولريش فون فايتسكر "أفضل مشروع تعليمي في ذلك الوقت".
وبحلول عام 2002، كان نظام التعلم التوجيهي قيد الاستخدام في كل من: هندوراس، غواتيمالا، الإكوادور، فنزويلا، بنما، كوستاريكا، البرازيل، كولومبيا، كما بدأت المراحل الأولى من تطبيقه في زامبيا.
وبالتوازي مع مشروع نظام التعلم التوجيهي، أطلقت فوندايك أيضًا مبادرة للتمويل المتناهي الصغر.

## روابط خارجية
- الموقع الرسمي